# Ermanno Wolf-Ferrari

Ermanno Wolf-Ferrari

Ermanno Wolf-Ferrari (Venezia, 12 gennaio 1876 – Venezia, 21 gennaio 1948) è stato un compositore italiano.

## Biografia
Nato a Venezia con il nome di Ermanno Wolf da padre tedesco e da madre italiana, aggiunse al proprio cognome quello materno, Ferrari, nel 1895. Wolf-Ferrari studiò musica sin dalla prima infanzia, anche se la musica non era il suo interesse esclusivo (anzi da bambino desiderava diventare un pittore, proprio come il padre e il fratello Teodoro Wolf Ferrari).
La sua formazione si svolse tra Venezia e Monaco di Baviera, dove egli prese coscienza del proprio futuro di compositore. A 19 anni lasciò il conservatorio di Monaco e ritornò nella città natale, dove lavorò come maestro di coro ed ebbe l'occasione di conoscere Arrigo Boito e Giuseppe Verdi. L'opera Cenerentola ebbe un esito infelice e spinse Wolf-Ferrari a soggiornare nuovamente a Monaco.
Rinnovò progressivamente il proprio stile operistico, rimanendo equidistante sia dalle esperienze atonali di Arnold Schönberg sia dal Verismo di Francesco Cilea e Giacomo Puccini; i veri modelli sono Mozart e Rossini per la loro levità, ma anche la tarda esperienza verdiana, in special modo quella del Falstaff. L'attività di operista lo tenne impegnato per circa trent'anni: particolarmente fortunato fu l'incontro con il teatro di Carlo Goldoni, di cui traspose in musica Le donne curiose (1903), I quatro rusteghi (1906), La vedova scaltra (1931) ed Il campiello (1936). In queste opere l'autore assume il Settecento a modello di eleganza, compostezza ed equilibrio formale, che sono i motivi principali del loro successo nei teatri di tutto il mondo.

Negli ultimi anni di vita Wolf-Ferrari scelse di dedicarsi soprattutto alla produzione strumentale. Da essa non traspare la minima traccia dei grandi rivolgimenti apportati dalla Seconda scuola di Vienna: emerge piuttosto un senso di spontanea cantabilità e trasparenza. Nacquero sotto questo segno pagine come la Suite Concertino per fagotto e orchestra, del 1932, e l'Idillio-Concertino per oboe, due corni e archi. Del 1936 sono la Suite Veneziana e un Trittico per orchestra.

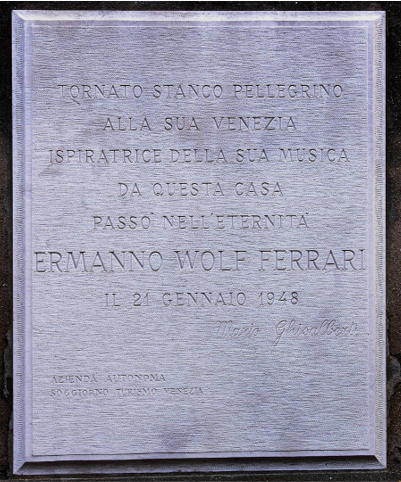
Casa in cui morì Wolf Ferrari, Salizada Malipiero, 3198

Negli anni della Seconda guerra mondiale fiorirono ancora il Concerto per violino e quello per violoncello (1944); va menzionato ancora, nell'ultimissimo periodo di vita del compositore, un interessante Piccolo Concerto per corno inglese, due corni e archi, risalente al 1947, un anno prima della morte, avvenuta a Venezia in Palazzo Malipiero dove aveva passato gli ultimi anni della sua vita colà ricevendo le visite dei suoi moltissimi estimatori.
Morì il 21 gennaio 1948 ed è sepolto nel cimitero di San Michele in Isola (Recinto V, portico sud).

## Composizioni
Oltre alle sue Opere, Wolf-Ferrari ha scritto una serie di brani strumentali, principalmente all'inizio e alla fine della sua carriera. Solo il suo concerto per violino è stato eseguito più o meno regolarmente, sebbene abbia anche scritto un Idillio-concertino (essenzialmente una sinfonia da camera), vari brani di musica da camera tra cui un quintetto con pianoforte e due trii con pianoforte, tre sonate per violino e una serie di brani per organo, tra gli altri. Negli ultimi anni è in corso un recupero della sua musica strumentale da parte del pianista Costantino Catena, che ha registrato le sue opere per pianoforte, le sonate per violino e pianoforte, la sonata per violoncello e pianoforte e il quintetto per pianoforte per l'etichetta Brilliant Classics. Il lavoro di Wolf-Ferrari non è eseguito molto frequentemente (ad eccezione di molte delle sue Ouvertures e del suo intermezzo da I gioielli della Madonna) sebbene egli sia generalmente considerato il miglior scrittore di opere comiche italiane del suo tempo. Le sue opere ricordano spesso l'opera buffa del Settecento, ma egli scrisse anche opere più ambiziose alla maniera di Pietro Mascagni.

### Opere liriche
| Titolo                                             | Genere          | Atti   | Libretto | Première                                  | Città, teatro                      |
| -------------------------------------------------- | --------------- | ------ | --- | ----------------------------------------- | ---------------------------------- |
| Irene                                              |                 |        | proprio | composta nel 1895–6, ma non rappresentata |                                    |
| La Camargo                                         |                 |        | Maria Pezzé Pascolato, da Alfred de Musset                                                                         | composta nel 1897, ma non pubblicata      |                                    |
| Cenerentola (più tardi riveduta come Aschenbrödel) | fiaba musicale  | 3 atti | Maria Pezzè Pascolato, da Charles Perrault                                                                         | 22 febbraio 1900                          | Venezia, Teatro La Fenice          |

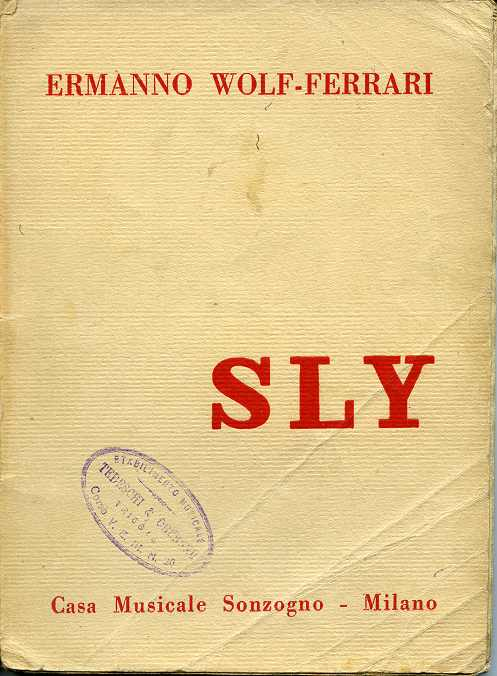
Libretto del 1928 dell'opera Sly

| Le donne curiose (Die neugierigen Frauen)          |                 | 3 atti | Luigi Sugana, da Carlo Goldoni                                                                                     | 27 novembre 1903                          | Monaco di Baviera, Residenztheater |
| I quatro rusteghi (Die vier Grobiane)              |                 | 3 atti | Luigi Sugana e Giuseppe Pizzolato, da Carlo Goldoni                                                                | 19 marzo 1906                             | Monaco di Baviera, Hoftheater      |
| Il segreto di Susanna (Susannens Geheimnis)        | intermezzo      | 1 atto | Enrico Golisciani                                                                                                  | 4 dicembre 1909                           | Monaco di Baviera, Hoftheater      |
| I gioielli della Madonna (Der Schmuck der Madonna) |                 | 3 atti | Enrico Golisciani e Carlo Zangarini                                                                                | 23 dicembre 1911                          | Berlino, Kurfürstenoper            |
| L'amore medico (Der Liebhaber als Arzt)            |                 | 2 atti | Enrico Golisciani, da L'amore medico di Molière                                                                    | 4 dicembre 1913                           | Dresda, Semperoper                 |
| Gli amanti sposi                                   | opera giocosa   | 3 atti | Luigi Sugana, Giuseppe Pizzolato, Enrico Golisciani e Giovacchino Forzano, da Il ventaglio di Carlo Goldoni (1765) | 19 febbraio 1925                          | Venezia, Teatro La Fenice          |
| Das Himmelskleid (La veste di cielo)               | leggenda        | 3 atti | proprio, da Pelle d'asino di Charles Perrault                                                                      | 21 aprile 1927                            | Monaco di Baviera, Nationaltheater |
| Sly                                                |                 | 3 atti | Giovacchino Forzano, da La bisbetica domata di Shakespeare                                                         | 29 dicembre 1927                          | Milano, Teatro alla Scala          |
| La vedova scaltra                                  |                 | 3 atti | Mario Ghisalberti, da Carlo Goldoni                                                                                | 5 marzo 1931                              | Roma, Teatro dell'Opera            |
| Il campiello                                       | commedia lirica | 3 atti | Mario Ghisalberti, da Carlo Goldoni                                                                                | 12 febbraio 1936                          | Milano, Teatro alla Scala          |
| La dama boba                                       | commedia lirica | 3 atti | Mario Ghisalberti, da Lope de Vega                                                                                 | 16 giugno 1937                            | Magonza, Stadttheater              |
| Gli dei a Tebe (Der Kuckuck in Theben)             |                 | 3 atti | Mario Ghisalberti, da Ludwig Strecker                                                                              | 4 giugno 1943                             | Hannover, Staatsoper               |

### Musica vocale
- Otto cori (1898)
- La sulamite, canto biblico in due parti per soli, coro, orchestra e organo op. 2 (1898)
- Talitha Kumi (La figlia di Giairo), oratorio per tenore, 2 baritoni, coro e orchestra op. 3 (1900). Dall'episodio detto Talitha kumi del Vangelo secondo Marco
- Quattro rispetti per voce e pianoforte op. 11 (1902)
- Quattro rispetti per voce e pianoforte op. 12 (1902)
- La vita nuova, cantica su parole di Dante per soprano, baritono, coro e orchestra op. 9 (1905 al Teatro La Fenice di Venezia con Giuseppe Pacini)
- Canzoniere: 44 rispetti, stornelli ed altri canti su versi popolari toscani, per voce e pianoforte op. 17 (1936)
- La passione, su testi tradizionali toscani, per coro op. 21(1939); anche per voce e pianoforte (1940)

### Musica da camera
- Quintetto per archi (1894)
- Sonata n.1 per violino e pianoforte op. 1 (1895)
- Trio n.1 per pianoforte, violino e violoncello in re maggiore op. 5 (1898)
- Quintetto con pianoforte op. 6 (1900)
- Trio n.2 per pianoforte, violino e violoncello in fa diesis maggiore op. 7 (1900)
- Sinfonia da camera per archi e fiati con pianoforte obbligato op. 8 (1901)
- Sonata n.2 per violino e pianoforte op. 10 (1901)
- Quartetto per archi op. 23 (1940)
- Quintetto per archi op. 24 (1942)
- Sonata per due violini e pianoforte op. 25 (1943)
- Sonata n.3 per violino e pianoforte op. 27 (1940 ca.)
- Sonata per violoncello e pianoforte op. 30 (1945)
- Trio per archi op. 32 (1945)
- Duo per viola d'amore (o viola da gamba) e violino (o violoncello) op. 33 (1946)
- Introduzione e balletto per violino e violoncello op. 35 (1946)

### Musica sinfonica
- Serenata per archi (1893)
- Idillio-concertino per oboe, due corni e archi op. 15 (1933)
- Suite-concertino per fagotto, due corni e archi op. 16 (1933)
- Suite veneziana, per piccola orchestra op. 18 (1936)
- Trittico op. 19 (1936)
- Divertimento in re op. 20 (1937)
- Arabeschi op. 22 (1940)
- Concerto in re maggiore op. 26 per violino e orchestra (1943). Dedicato a Guila Bustabo
- Symphonia brevis op. 28 (1947)
- Concerto per violoncello (Invocazione) op. 31 (1944)
- Concertino per corno inglese, due corni e archi op. 34 (1947)
- Chiese di Venezia (1948, orchestrazione incompleta)

### Musica pianistica
- Sei pezzi facili (1898)
- Tre Impromptus op. 13 (1904)
- Tre pezzi op. 14 (1905)